# Михайловка (Скворчихинська сільська рада)
Миха́йловка (рос. Михайловка, башк. Михайловка) — присілок у складі Ішимбайського району Башкортостану, Росія. Входить до складу Скворчихинської сільської ради.
Населення — 3 особи (2010; 1 в 2002).
Національний склад:
- мордва — 100%